# عمرو خليفة النامي
عمرو خليفة النامي كاتب وداعية مجاهد وشاعر ومفكر إسلامي أمازيغي، ولد في جبل نفوسة في نالوت، ليبيا عام 1939. اعتقل عدة مرات من نظام القذافي وتم تدمير منزله في نالوت وحرق ممتلكاته.[بحاجة لمصدر] إختفى في 1984.

## نشأته
ولد في نالوت، ليبيا عام 1939 ونشأ في أسرة محافظة دينيًا تحرص على العلم والإلتزام بالقيم الإسلامية.

## تعليمه
تعلم على العديد من المشائخ والأساتذة من أهمهم الشيخ علي يحيى معمر والدكتور محمد محمد حسين. التحق بالجامعة الليبية ببنغازي وتخرج من قسم اللغة العربية في 1962. ثم سافر إلى مصر للدراسات العليا، ثم عاد إلى ليبيا بعدما قام النظام الناصري العسكري بإعتقال مجموعة من الإخوان المسلمين، ثم تم إيفاده لبريطانيا للدراسة بجامعة كامبريدج وتخرج منها بتفوق سنة 1971 وتحصل على الدكتوراه عن رسالته دراسات عن الإباضية.

## مؤلفاته
- دراسات عن الإباضية.
- ملامح الحركة العلمية في وارجلان وضواحيها.
- ظاهرة النفاق في إطار الموازين الإسلامية.[5]
- ديوان شعر.
- تحقيق كتاب (أجوبة ابن خلفون).
- من هم الإباضية؟ [5]
- الحضارة الغربية وموقفها من الإسلام والعالم الإسلامي.[5]
- فصول من الجد الهازل (نقد الشعر الحديث).
- رمز أم غمز في القرآن؟ (رد على كتابات صادق النيهوم).[5]
- كلمات للثورة.[5]

## اعتقاله
اعتقل سنة 1971 بعد عودته من بريطانيا واعتقل مرة أخرى في 1973 بتهمة انتمائه للإخوان المسلمين. واعتقل لمدة 4 أشهر عندما رفض دعوة من القذافي على وجبة عشاء إبان عودته من اليابان. واعتقل مرة أخيرة في 1981 وانقطعت أخباره في 1984 حتى يومنا هذا.

## روابط خارجية
- أعلام - عمرو النامي - الحلقة 3 - ليبيا الأحرار
- الحلقة الثانية عشر لبرنامج الشاهد من ليبيا الأحرار تتحدث عن عمرو النامي
- الحلقة الثالثة عشر لبرنامج الشاهد من ليبيا الأحرار تتحدث في جزء منها عن شهادة من زملاء عمرو النامي
- نشأة وحياة الدكتور الليبي عمرو خليفة النامي - قناة الإستقامة العمانية